# Манжо, Огюст
Огюст Манжо (фр. Auguste Mangeot; 3 января 1873, Нанси — 1942) — французский музыкальный критик и организатор.

## Биография
Сын Эдуара Манжо, музыкального фабриканта, основавшего в 1889 году газету Le Monde musical. Унаследовав газету после смерти отца в 1898 году, постоянно выступал в ней как критик. Известен, в частности, его восторженный отзыв о фортепианной игре Клода Дебюсси.
Постоянно уделяя на страницах газеты значительное внимание проблемам музыкального образования, Манжо встал в 1918 году у истоков нового музыкального учебного заведения — Нормальной школы музыки. Усилиями Манжо, представившего властям проект школы как идеологического учреждения, нацеленного на международную пропаганду французской культуры, она получила государственную финансовую поддержку. Соратником Манжо выступил знаменитый пианист Альфред Корто, вскоре ставший у руля школы.